# Садинська печера
Садинська печера (рос. Садынская) — печера в Свердловській області Росії, на Уралі. Печера вертикального типу простягання. Загальна протяжність —  м. Глибина печери становить 65 м. Категорія складності проходження ходів печери — 1.